# ノー・ノー・ボーイ (小説)
『ノー・ノー・ボーイ』（原題：No-No Boy）は、日系アメリカ人の作家ジョン・オカダによって執筆され、1957年に刊行された小説である。

## 概要
第二次世界大戦から戦後にかけての日系アメリカ人の生活を主題にした小説である。
第二次世界大戦中の1943年、日系人の強制収容所で行われた調査の中に「米国に忠誠を誓い、日本への忠誠を放棄するか」「米軍に従軍する意思があるか」という2つの質問が含まれており、日系人は YES / NO の選択を迫られた。答えが「YES YES」であれば軍役適格者は米軍兵士として収容所から戦場へ送られた。一方、「NO NO」と答えた者は敵性外国人扱いを受け、収容所に留められた。運命の分かれ道になるこの2つの質問は日系人社会で大議論を引き起こしたが、本書の題名はここから来ている。
この小説の主人公である日系二世のイチロー・ヤマダは2つの質問に「NO NO」と答え2年間投獄された。これに対して、主人公の親友であるケンジは志願して従軍の道を選ぶが、戦場で片足を失い、それが原因でやがて死んでしまう。イチローは刑務所を出ると郷里のシアトルに戻るが、戦争、そしてアメリカと日本という2つの国へのそれぞれの想いによって、友人や家族が引き裂かれていく現実に直面し苦悩する。

## 背景
作者のジョン・オカダは、日系アメリカ人で、実際にアイダホ州ミニドカの収容所に強制収容された経験を持つが、志願して従軍しており、「ノー・ノー・ボーイ」ではない。
ジョン・オカダの知人である日系人のジム・アクツが、主人公イチロー・ヤマダのモデルであるとする研究もある。

## 評価
この小説の初版はわずか1,500部の出版で、20年経ってもその在庫が残るほどであり、ほとんど注目されることはなかった。オカダは以後作品を発表することなく1971年に急死したため、彼にとって唯一の小説となった。
公民権運動の高まりを受け、1970年代に入って、この本の存在が再発見されると、総合アジア系アメリカ人資料プロジェクト（CARP）によって自主的に3,000部が出版された。さらに、1979年にはUniversity of Washington Pressから出版され、現在までに10万部を超えるロングセラーになっている。
現在では、この小説は日系アメリカ人による小説として最初期のものであるとともに、文学的技術は高度ではないものの、戦中及び戦後に日系人が直面した苦悩を生々しく伝える作品として高く評価されている。

## 日本語訳
1979年に晶文社から以下の日本語訳が出版されている。一時、品切れとなったが、2002年に復刊されている。2016年には旬報社より新訳で再刊された。
- 中山容訳『ノー・ノー・ボーイ』（1979年、晶文社、ISBN 4794922884）
- 川井龍介訳『ノー・ノー・ボーイ』（2016年　旬報社　ISBN 9784845114924）